# Thomas Voeckler
Thomas Voeckler (* 22. června 1979, Schiltigheim, Francie) je bývalý francouzský profesionální cyklista, v současné době je ve sportovním důchodu, ale je trenér francouzské reprezentace..

## Kariéra
Dětství prožil na Martiniku, odkud pochází i jeho přezdívka „petit blanc.“ V roce 2001 vstoupil mezi profesionály v barvách stáje Bonjour, dnes Direct Energie (Bonjour /–2002/, Brioches La Boulangère /2003–2004/, Bouygues Télécom /2005–2010/, Team Europcar /2011–2015/, Direct Energie /2016–/). Během celé své dosavadní kariéry tedy reprezentuje barvy téže ekipy, byť se její hlavní sponzor několikrát změnil.

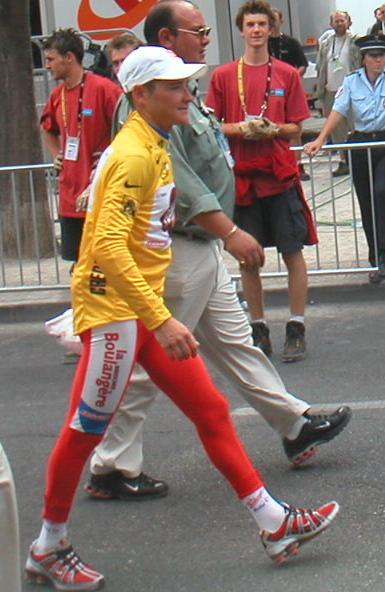
Thomas Voeckler ve žlutém trikotu vedoucího závodníka na Tour de France 2004.

Průlom v jeho kariéře znamenala účast na Tour de France v roce 2004. V 5. etapě byl součástí pětičlenné skupinky závodníků, která úspěšně dovršila svůj únik a získala náskok více než 12 minut na peloton s hlavními favority. Jako nejlépe postavený závodník z této skupinky se následně oblékl do žlutého trikotu. Vedení v závodě hájil celých 10 dní, náskok ubránil i ve dvou pyrenejských horských etapách a žlutý trikot ztratil až v Alpách na úkor pozdějšího vítěze Lance Armstronga.
Na tento svůj výkon dal znovu vzpomenout v roce 2011. Oblékl se do žlutého po úspěšném úniku v 9. etapě, jejíž výsledek ve velké míře ovlivnily mnohé pády, které mj. vyřadily z Tour favority Vinokurova a Van Den Broecka. Tentokrát však náskok před hlavními favority činil pouze přibližně půltřetí minuty, přesto jej však Voeckler držel až do poslední horské etapy, po které klesl na celkovou čtvrtou pozici. V následné časovce svou pozici úspěšně uhájil a pozici pod stupni vítězů přivezl až do Paříže.
Kromě toho na Tour de France v kariéře získal celkem čtyři etapová prvenství (v letech 2009, 2010 a 2012 2x). Stal se také dvakrát mistrem Francie v silničním závodě (v letech 2004 a 2010).
Thomas Voeckler je typický svou aktivní jízdou a účastí v únicích. Je 177 cm vysoký, váží 66 kg. Je ženatý, má dva syny, žije ve Vendée v Mouilleron-le-Captif.

## Úspěchy
2001
- vítěz 35. ročníku Ardenského šípu

2003

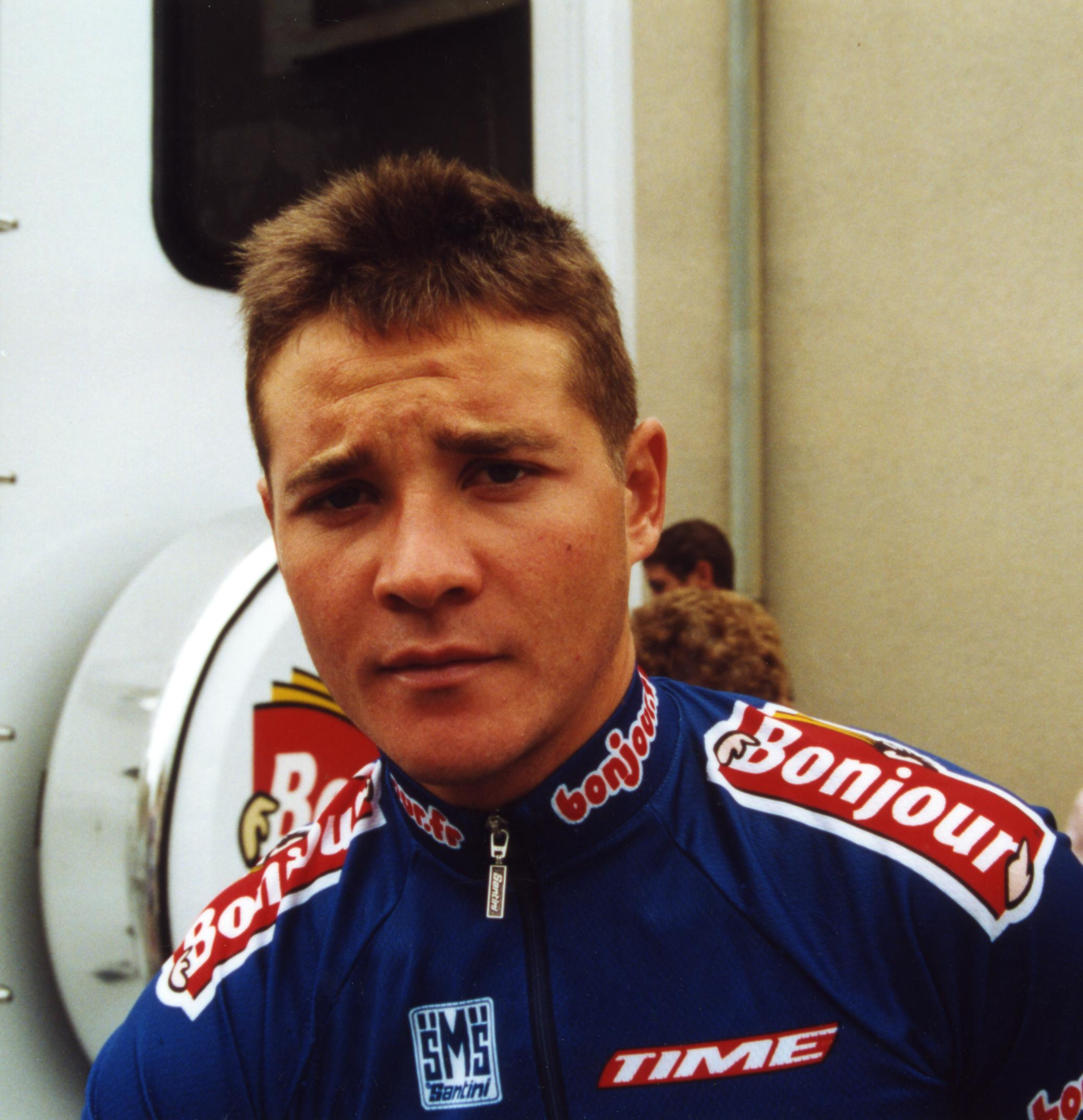
Při závodu Tour de l'Avenir 2001.

- vítěz závodu Kolem Lucemburska a 2 jeho etap
- vítěz klasiky Loire-Atlantique
- vítěz 8. etapy závodu Tour de l'Avenir
- 2. místo v závodě Okolo Somme

2004

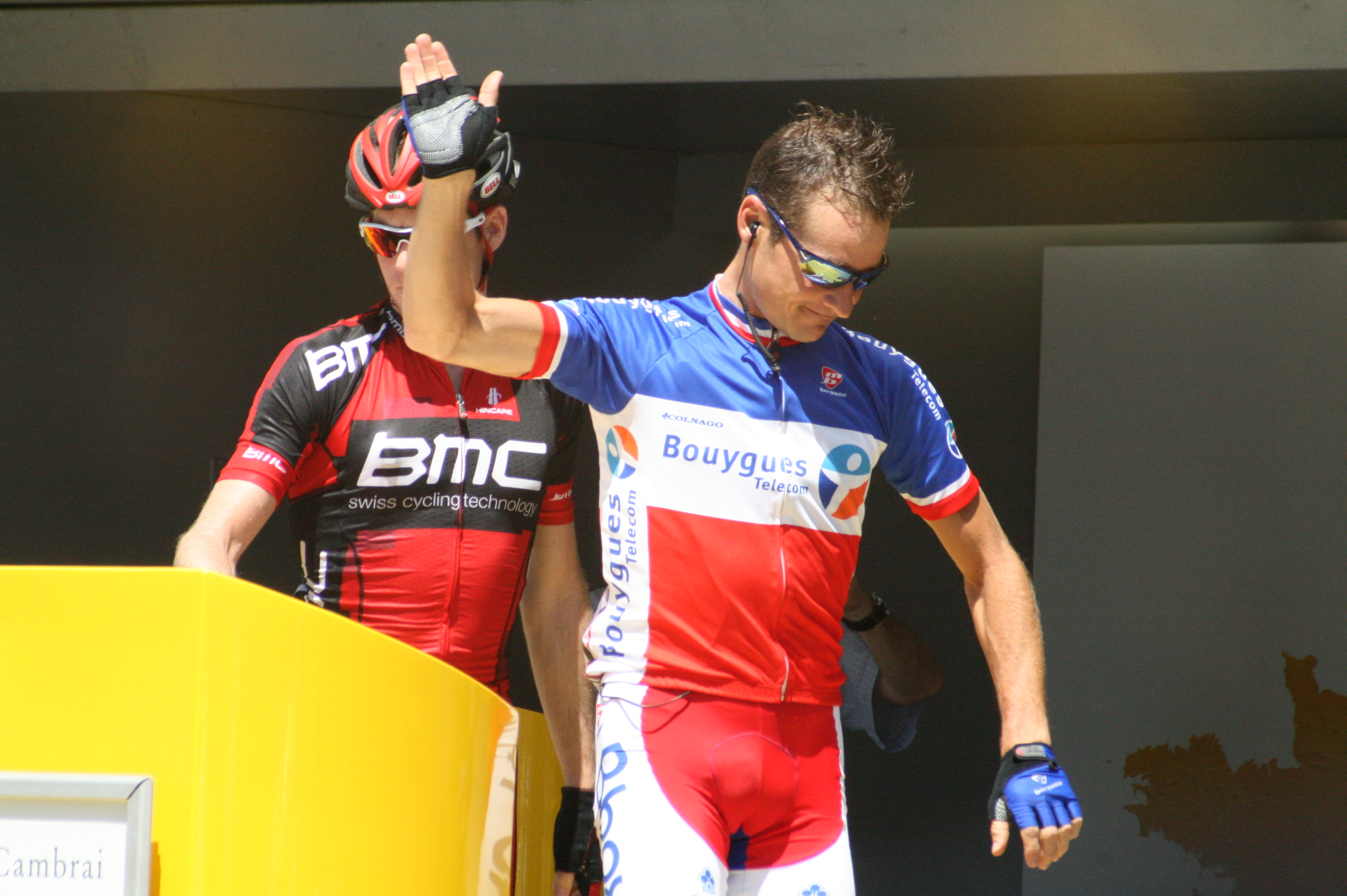
V dresu francouzského mistra před startem 4. etapy Tour de France 2010.

- mistr Francie v silniční cyklistice
- vítěz Grand Prix de Plumelec-Morbihan
- vítěz etapy na Route du Sud
- 2. místo v závodě Clásica de Almería
- 18. místo na Tour de France; držitel žlutého trikotu (po 5.–14. etapě); držitel bílého trikotu (po 5.–18. etapě); 3. místo v klasifikaci jezdců do 25 let
- 20. místo v klasickém cyklistickém závodě na Olympijských hrách

2005
- vítěz 3. etapy závodu Quatre Jours de Dunkerque
- držitel puntíkovaného trikotu na Tour de France (po 2. etapě)

2006
- vítěz 5. etapy závodu Kolem Baskicka
- vítěz závodu Route du Sud; vítěz 1. etapy
- vítěz závodu Paris-Bourges
- 2. místo na Mistrovství Francie v silniční cyklistice
- 3. místo v celkovém hodnocení závodu Étoile de Bessèges

2007
- vítěz závodu Grand Prix de Plouay

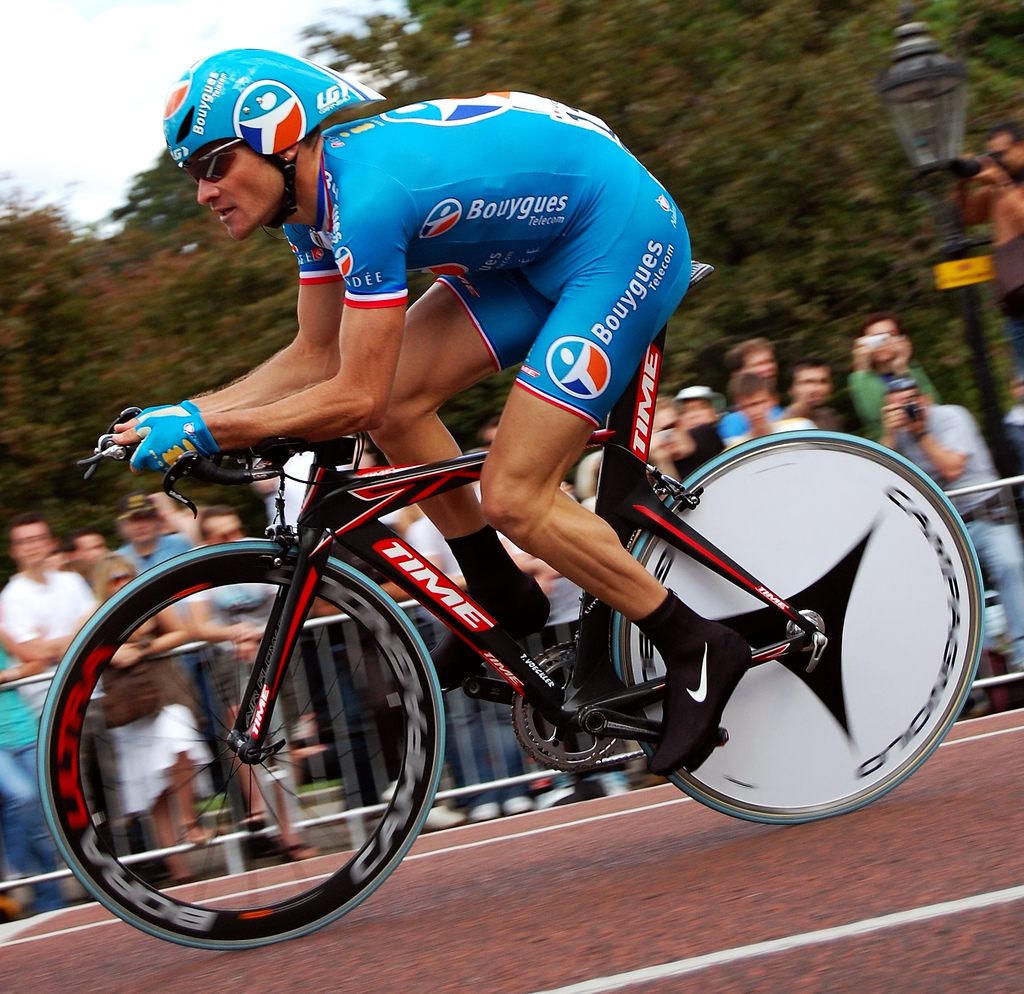
Během úvodní osmikilometrové časovky Tour de France 2007 v Londýně.

- vítěz závodu Okolo Poitou-Charentes
- vítěz vrchařské klasifikace závodu Paříž-Nice

2008
- vítěz závodu Circuit de la Sarthe
- vítěz Grand Prix de Plumelec-Morbihan
- držitel puntíkovaného trikotu na Tour de France (po 1.–5. etapě)

2009
- vítěz celkového hodnocení závodu Étoile de Bessèges
- vítěz celkového hodnocení závodu Tour du Haut-Var a vítěz 2. etapy
- vítěz Trophée des Grimpeurs
- vítěz 5. etapy na Tour de France
- 2. místo na Grand Prix d'Ouverture La Marseillaise

2010
- mistr Francie v silniční cyklistice
- vítěz 15. etapy Tour de France
- vítěz jednodenního závodu Grand Prix Cycliste de Québec
- 3. místo v závodě Kolem Sardinie

2011
- vítěz 1. etapy závodu Kolem Středomoří
- vítěz Tour du Haut-Var
- vítěz 4. a 8. (závěrečné) etapy závodu Paříž - Nice
- vítěz klasiky Cholet-Pays de Loire
- vítěz 2. etapy závodu Kolem Tridentska
- vítěz 4. etapy a celkový vítěz závodu Quatre jours de Dunkerque
- 4. místo na Tour de France; držitel žlutého trikotu (po 9.–18. etapě)
- 3. místo na mistrovství Francie v silniční cyklistice

2012
- 26. místo na Tour de France; vítěz puntíkovaného trikotu; vítěz 10. a 16. etapy
- vítěz Brabantského šípu
- vítěz 3. etapy závodu La Tropicale Amissa Bongo

2013
- vítěz 6. etapy závodu Critérium du Dauphiné
- Route du Sud
- Tour de Poitou-Charentes

2016
- Tour de la Provence
- Tour de Yorkshire

### Účast na Grand Tours
| Závod Grand Tour | 2001 | 2002 | 2003 | 2004 | 2005 | 2006 | 2007 | 2008 | 2009 | 2010 | 2011 | 2012 | 2013 | 2014 | 2015 | 2016 |
| ---------------- | ---- | ---- | ---- | ---- | ---- | ---- | ---- | ---- | ---- | ---- | ---- | ---- | ---- | ---- | ---- | ---- |
| Giro d'Italia    | 135. | -    | -    | -    | -    | -    | DNF  | -    | 89.  | 23.  | -    | -    | -    | -    | -    | -    |
| Tour de France   | -    | -    | 119. | 18.  | 124. | 89.  | 66.  | 97.  | 67.  | 76.  | 4.   | 26.  | 65.  | 42.  | 45.  | 79.  |
| Vuelta a España  | -    | -    | -    | -    | 101. | -    | -    | -    | -    | -    | -    | -    | -    | -    | -    | -    |